# Foglarowie
Foglar – ród Foglarów znany jest od końca XV w.
Jako swoją rodową siedzibę podawał w języku czeskim Studene Vode (w niemieckim Kaltwasser, a w polskim Zimna Woda). Podana miejscowość jest identyfikowana ze Studzienną (teraz jest dzielnicą Raciborza), której stara nazwa czeska to Studena Voda.
Początkowo posiadali majątki w księstwach: cieszyńskim, opawskim i raciborskim. W wieku XVI oraz XVII byli posiadaczami majątków w okolicach Rybnika oraz Wodzisławia Śląskiego m.in.: Bluszczów, Godów, Łaziska i Marklowice. W 1703 r. zostali właścicielami "państewka" Borynia, miejscowość tę nabył Zygmunt (Sigismund) von Foglar und Kaltwasser. Jan Mikołaj Foglar kupił w 1717 r. zamek w Chudowie, który stał się rezydencją linii baronowskiej tego rodu.
Tytuł barona otrzymał Jan Mikołaj dnia 28 lutego 1726, ale nie dożył wręczenia mu dyplomu z tytułem barona, ponieważ zmarł 25 lutego tego samego roku. Ostatecznie linia baronowska wymarła w końcu XVIII w. Potomkowie innych linii żyli jeszcze w ubiegłym wieku lecz bardzo już zubożeli, byli rzemieślnikami i robotnikami.